# BAC Jet Provost
BAC Jet Provost (изначально – Hunting Percival Jet Provost) – британский реактивный учебно-тренировочный самолёт. Находился в эксплуатации в Королевских ВВС Великобритании с 1955 по 1993 год. Кроме того, экспортировался за рубеж и состоял на вооружении в ряде других государств.

## История создания и эксплуатации

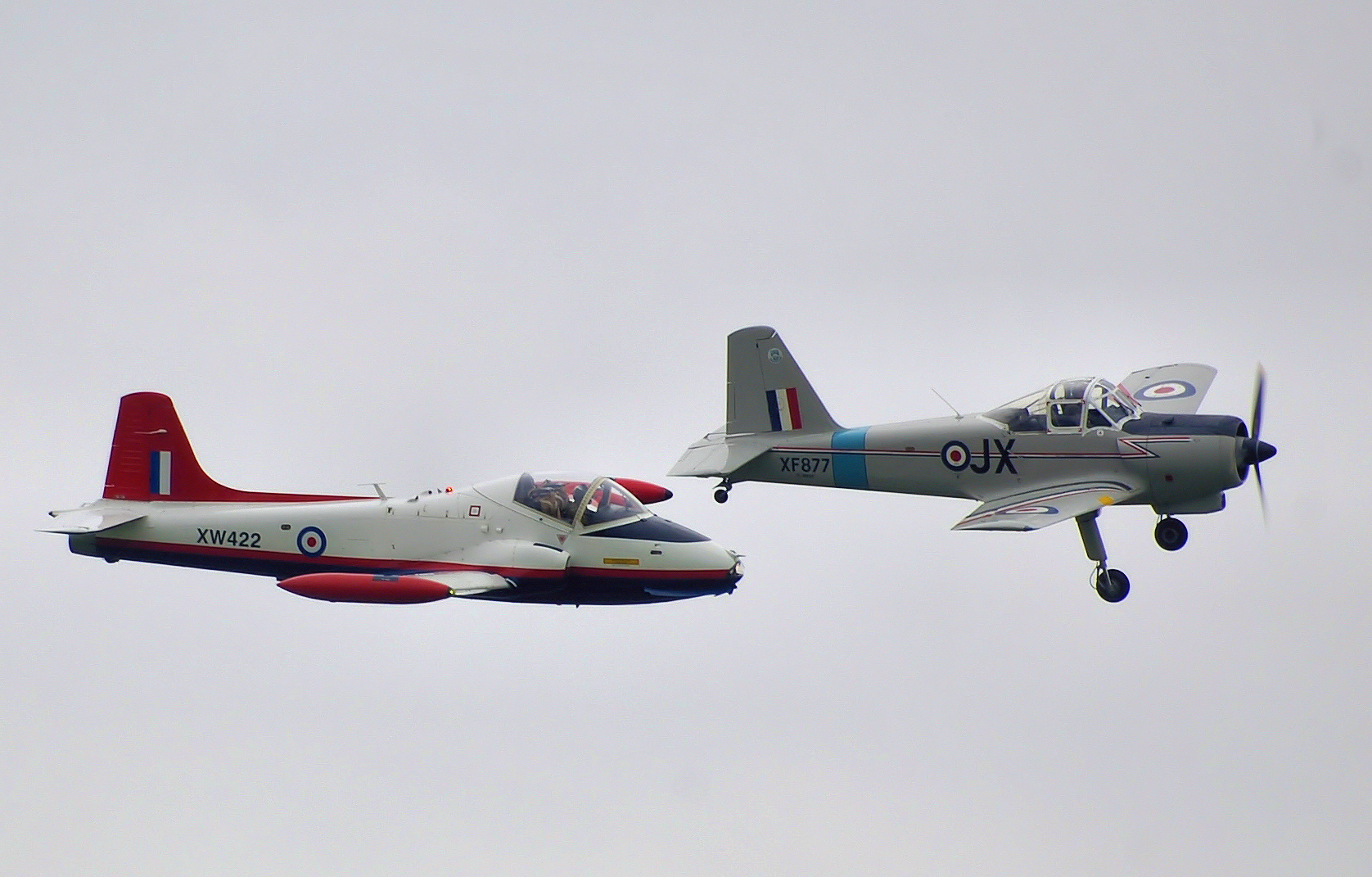
Самолёт BAC Jet Provost и его предшественник - поршневой Percival Provost

В 1950 году Королевские ВВС Великобритании выпустили техническое задание на разработку реактивного учебно-тренировочного самолёта. В ответ на это задание Фирма Hunting Percival разработала на основе винтомоторного (поршневого) самолёта Percival Provost самолёт Jet Provost. Первый полёт его опытного экземпляра XD674 состоялся 26 июня 1954 года под управлением лётчика-испытателя Дика Уэлдона (Dick Wheldon). Затем последовал заказ от КВВС на 10 самолётов Jet Provost T1. После успешного завершения государственных испытаний, проходивших в 1955 году во Втором лётном училище КВВС Великобритании на базе Халлавингтон (Hullavington), Jet Provost был официально принят на вооружение в 1957 году.
Первой серийной модификацией стал Jet Provost T3, начавший поступать в эксплуатацию в июне 1959 года. По сравнению с T1 модификация T3 имела укороченные стойки шасси и несколько изменённую конструкцию планера. Кроме того, были установлены катапультные кресла экипажа и более мощный двигатель – Armstrong Siddeley Viper 102.
15 июля 1960 года в воздух впервые поднялась следующая модификация – T4, имевшая более мощный двигатель Viper A.S.V. 11, тягой 11 кН. Она быстро поступила в эксплуатацию в нескольких лётных училищах КВВС, включая 1-е, 2-е, 3-е и 6-е.
28 февраля 1967 года состоялся первый полёт Jet Provost T5 с герметизированной кабиной экипажа и двигателем Viper 201.  Её возможности позволили ВВС использовать самолёт не только для первоначальной лётной подготовки, но и для решения ряда других задач, в частности, для тактической подготовки лётного состава и отработки применения авиационных средств поражения, а также в качестве пилотажного самолёта (для демонстрационных полётов). Поставки с завода BAC в Уортоне начались 3 сентабря 1969 года. Самолёт эксплуатировался в 1-м, 3-м и 6-м лётных училищах КВВС, а также в Центральном лётном училище.
В начале 1990-х годов самолёт Jet Provost был заменён в КВВС Великобритании самолётом Short Tucano (производившийся в Великобритании лицензионный вариант Embraer EMB 312 Tucano).  
Были разработаны также экспортные модификации T51, T52 и T55, поставлявшиеся в Шри-Ланку, Кувейт, Судан, Ирак и Южный Йемен. Эти модификации отличались наличием вооружения, в частности, двух встроенных пулемётов калибром 7,7 мм.
Кроме того, на основе УТС Jet Provost был разработан учебно-боевой самолёт BAC Strikemaster.

## Модификации

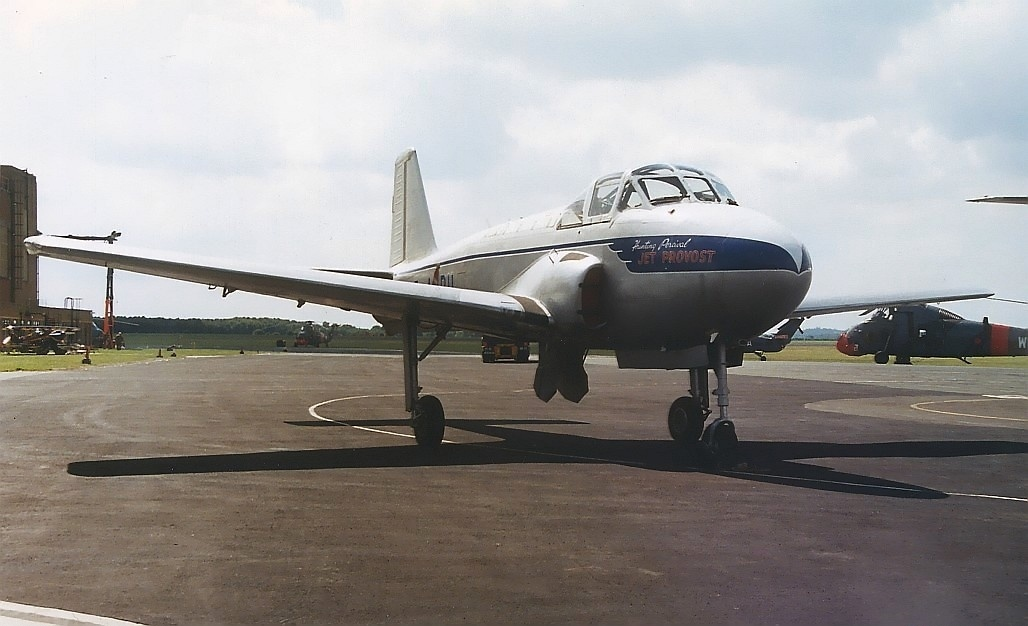
Jet Provost T1

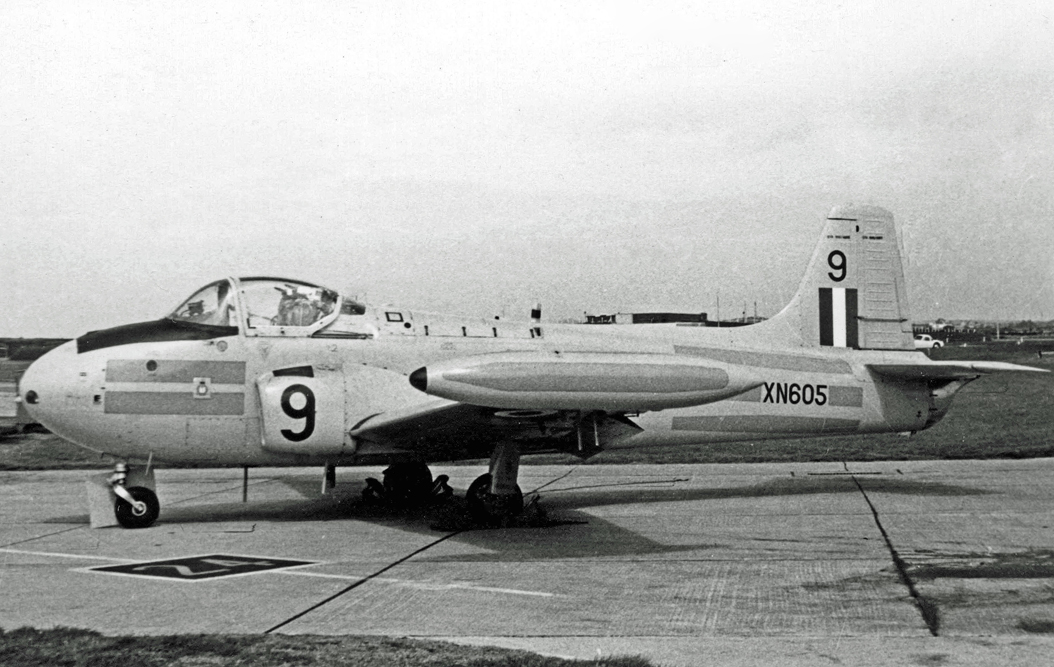
Jet Provost T3

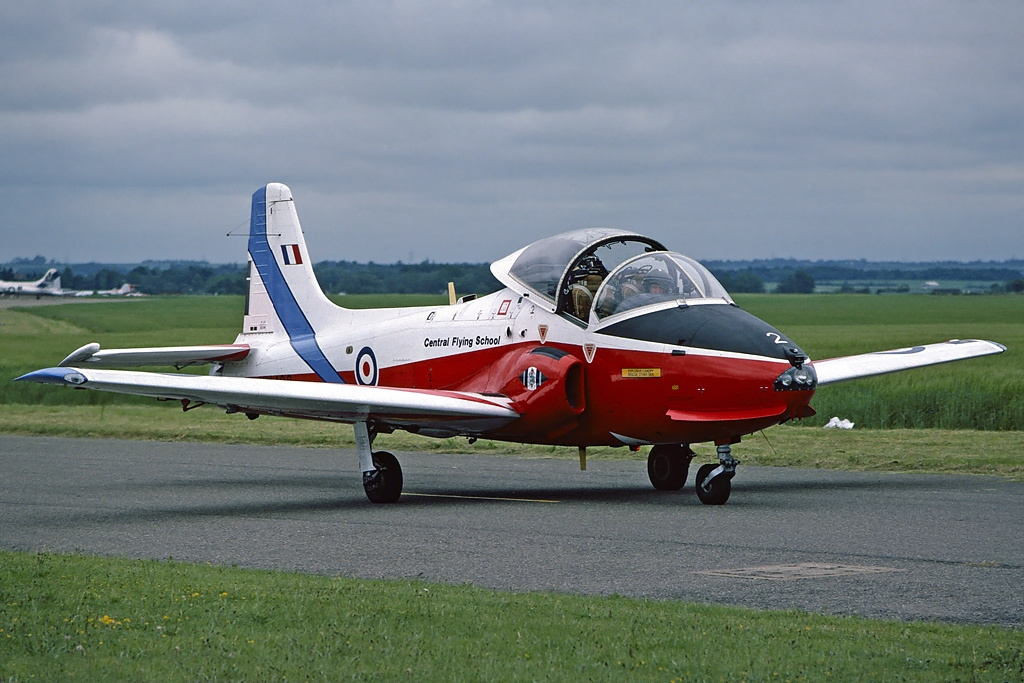
Jet Provost T5

Jet Provost T1Опытная партия. Выпущено 12 экземпляров фирмой Hunting Percival.
Jet Provost T2Выпущено 4 опытных экземпляра.
Jet Provost T3Первая серийная модификация. Выпущен 201 экземпляр фирмой Hunting Aircraft. Эксплуатировались в КВВС Великобритании
Jet Provost T3AДоработанные в войсках T3 с модернизированным БРЭО. 70 экземпляров эксплуатировались в КВВС Великобритании.
Jet Provost T4Отличалась от T3 более мощным двигателем. Выпущено 198 экземпляров фирмой BAC. Эксплуатировались в КВВС Великобритании.
Jet Provost T5Особенностью данной модификации стала герметизированная кабина экипажа. Выпущено 110 экземпляров фирмой BAC. Эксплуатировались в КВВС Великобритании.
Jet Provost T5AДоработанные в войсках T5 с модернизированным БРЭО. 94 экземпляра эксплуатировались в КВВС Великобритании.
Jet Provost T5BНеофициальное обозначение T5 с подвесными топливными баками на законцовках крыла. 13 экземпляров использовались в КВВС Великобритании для подготовки штурманов.
Jet Provost T51Экспортный вариант Jet Provost T3. Изготовлено 22 экземпляра фирмой Hunting Aircraft. Поставлялись в Шри-Ланку, Судан и Кувейт.
Jet Provost T52Экспортный вариант Jet Provost T4. Изготовлено 43 экземпляра фирмой BAC. Поставлялись в Ирак, Венесуэлу и Судан.
Jet Provost T55Экспортный вариант Jet Provost T5. Изготовлено 5 экземпляра фирмой BAC. Поставлялись в Судан.
BAC StrikemasterУчебной-боевой самолёт на основе Jet Provost T5. Изготовлено 146 экземпляров фирмой BAC.

## Состоит (или состоял) на вооружении
Шри-Ланка
- ВВС Шри-Ланки приобрели 12 самолётов Jet Provost T51.

 Ирак
- ВВС Ирака приобрели 20 самолётов Jet Provost T52. После Войны в Персидском заливе осталось 15.

 Кувейт
- ВВС Кувейта приобрели 6 самолётов Jet Provost T51.

 Сингапур
- ВВС Сингапура в период с 1975-го по 1980-й год эксплуатировали 3 самолёта Jet Provost T52, приобретённые у Йемена[2][3][4]

 Южный Йемен
- ВВС Южного Йемена

 Судан
- ВВС Судана приобрели 4 самолёта Jet Provost T51, 8 T52 b 5 T55.

 Великобритания
- Королевские ВВС Великобритании

 Венесуэла
- ВВС Венесуэлы приобрели 15 самолётов Jet Provost T52.

## Тактико-технические характеристики (Jet Provost T5)
Источник данных: 

Технические характеристики
- Экипаж: 2 (инструктор и обучаемый)
- Длина: 10,36 м
- Размах крыла: 10,77 м
- Высота: 3,10 м
- Площадь крыла: 19,80 м²
- Масса пустого: 2222 кг[6]
- Максимальная взлётная масса: 4173 кг
- Силовая установка: 1 × ТРД Armstrong Siddley Viper 202
- Тяга: 1 × 11,1 кН

Лётные характеристики
- Максимальная скорость: 708 км/ч (на высоте 7600 м)
- Практическая дальность: 1450 км (с ПТБ)
- Практический потолок: 11200 м
- Скороподъёмность: 20 м/с
- Нагрузка на крыло: 160 кг/м²

Вооружение
- Стрелково-пушечное: 2 х 7,7 мм пулемёта (для модификации T55)
- Неуправляемые ракеты: 6-28 (в зависимости от калибра)
- Бомбы: 4 х 245 кг